# Pelouse
Pour les articles homonymes, voir Pelouse (homonymie).
Pour l’article ayant un titre homophone, voir Pelouze.

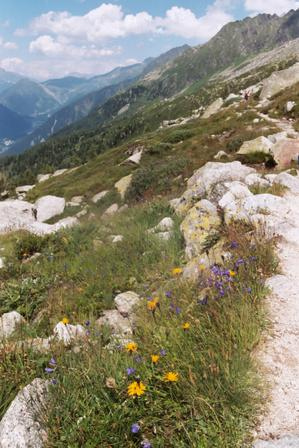
Pelouse (au sens écologique du terme)

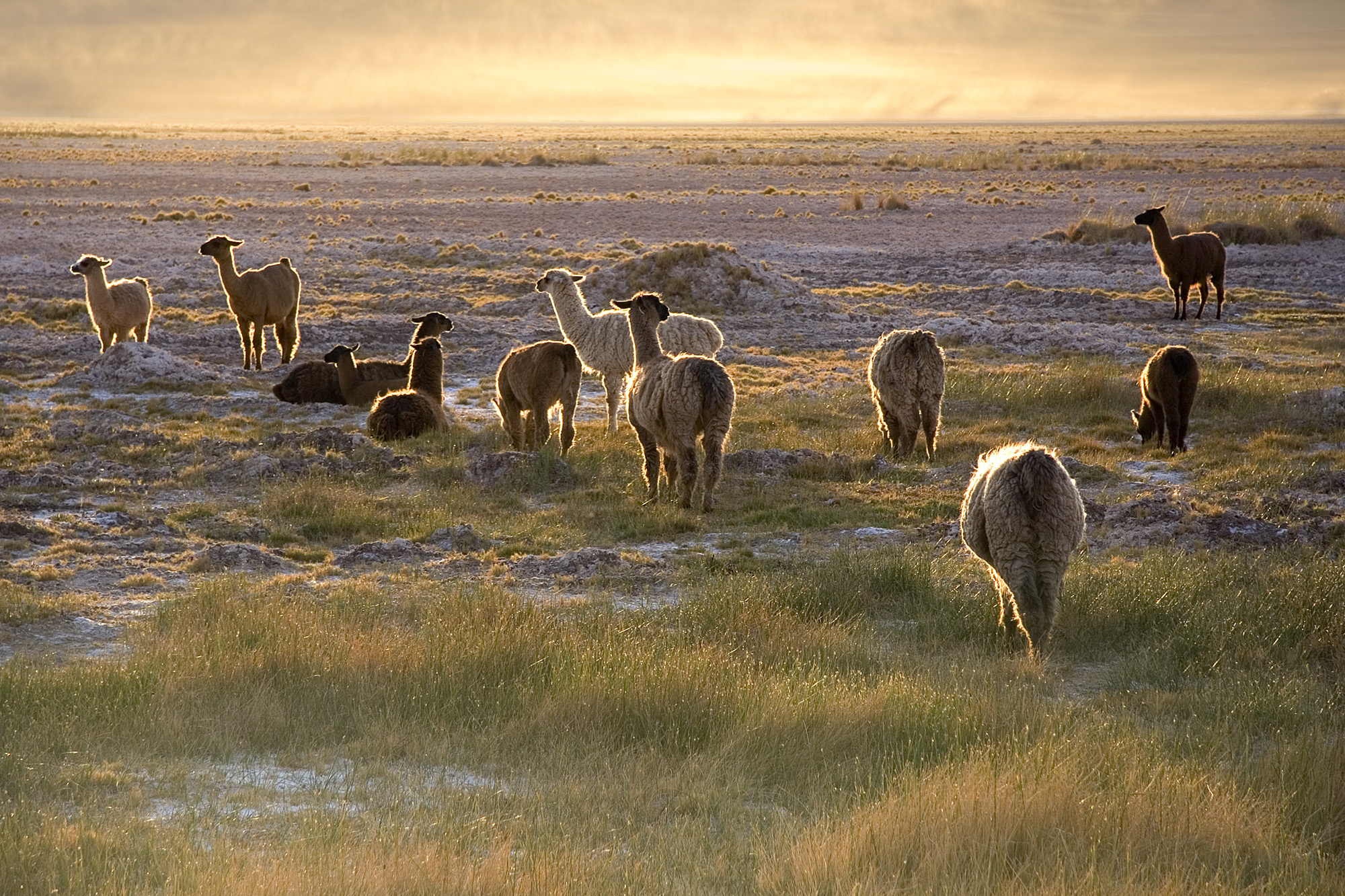
Les herbivores sauvages ou domestiqués jouent un rôle majeur dans l'entretien et la diversité des pelouses.

Une pelouse est, du point de vue botanique, une formation végétale constituée d'espèces herbacées de faible hauteur (ne dépassant guère 20 à 30 cm de hauteur), essentiellement des graminées, comme les prairies ou les gazons. Laissant le sol à nu par endroits, elle peut être parsemée de rares petits arbrisseaux. Elles accueillent une riche biodiversité et abritent des végétaux très différents, quelquefois endémiques voire rares. 
Les pelouses issues d'un pastoralisme extensif (prairies) sont aujourd'hui menacées du fait notamment de la déprise agricole.

## Type et classification
Parmi les pelouses, on distingue souvent :
- Les pelouses calcicoles ou calcaires
- Les pelouses dunaires
- Les pelouses aérohalines
- Les pelouses acidoclines ou acides
- Les pelouses oligotrophes

Le terme de « Pelouse sèche » est repris en classification EUNIS (Corine Biotope) sous le numéro E1. Les niveaux inférieurs de la classification systématique des biotopes sont:
- E1.1 - Pelouse pionnière
- E1.2 - Pelouse calcaire
- E1.7 - Nardaie
- E1.9 - Pelouse arénicole
- E1.B - Pelouse métallicole

### Les pelouses calcicoles ou calcaires
Elles font partie des pelouses « sèches » ou « xériques » (le sol étant très drainant). Elles sont auto-entretenues par la faible capacité du sol à garder l'eau des précipitations et entretenues par les herbivores d'élevage ou sauvages. Ce type de pelouse est extrêmement fleuri au printemps et certains végétaux dans les  zones touristiques font l'objet de protection spécifiques.
Quand la structure de la pelouse est à la fois due à la pauvreté du sol et à son exploitation par du pâturage extensif et/ou de la fauche avec exportation (foin), on parle d'agroécosystèmes. Les activités agropastorales extensives permettent d'entretenir ces milieux ou des milieux proches dits « de substitution ». Les causses dans le Massif central en sont l'exemple typique.
La plupart de ces pelouses existent naturellement en présence de grands herbivores sauvages.

### Les pelouses aérohalines

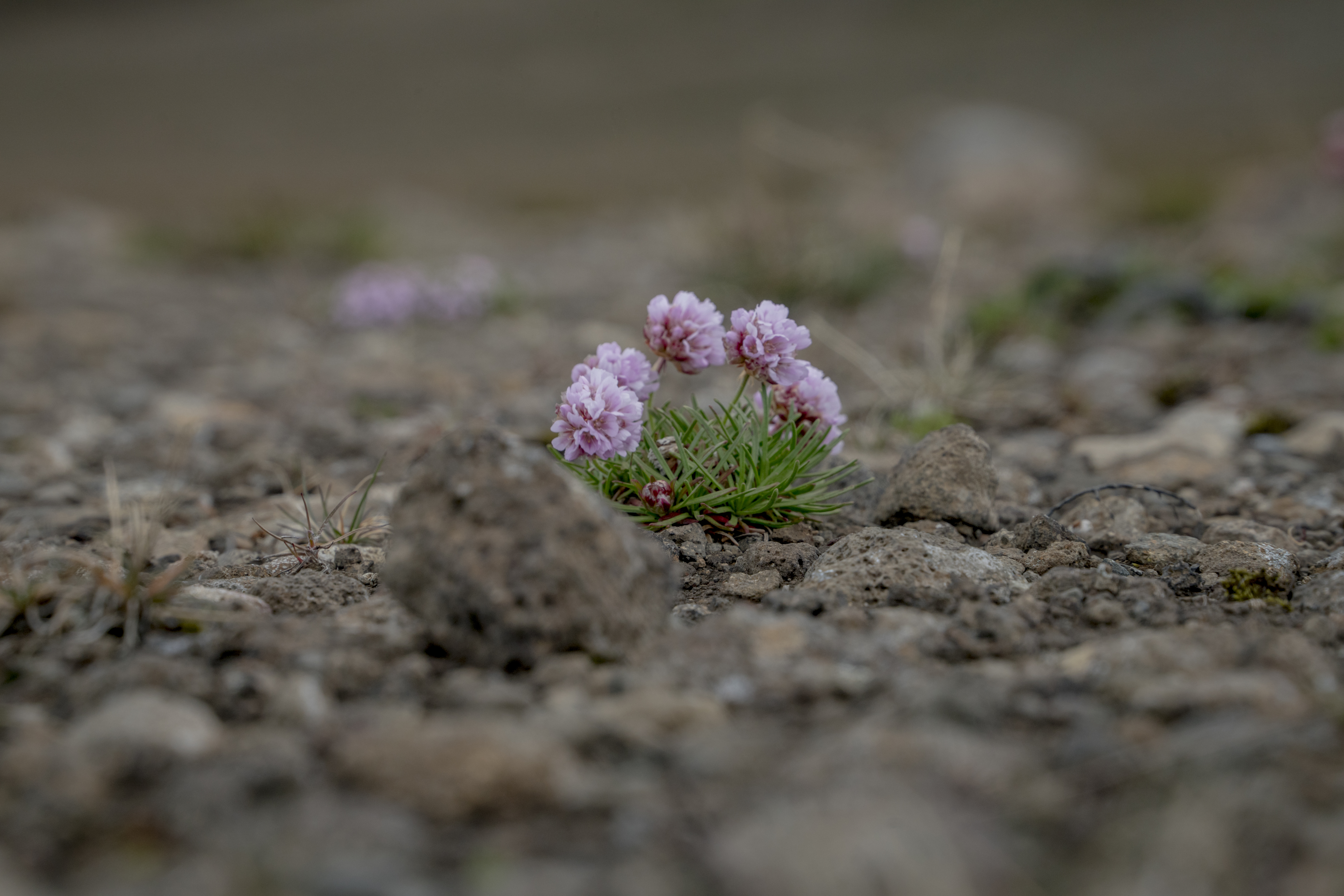
L'armérie maritime, appelée aussi œillet de mer ou gazon d'Olympe, adopte une forme en coussin, et crée des tapis floraux touffus.

Les pelouses aérohalines (de aéro = air, et halin = relatif à la salinité de la mer, en raison de l'influence à la fois du vent et du milieu salé) se trouvent au voisinage immédiat de la mer, soumises à l'influence du vent et des embruns, voire à une sécheresse élevée en été (xéricité) juste au-dessus des rochers de l'estran ou des falaises. Les plantes ont développé des formes d'adaptation au vent (réduction de taille, assemblage en peuplements denses, port prostré caractérisé par une présence de ramifications plutôt qu'une tige principale, par un étalement à la surface du sol, ou par le développement d'une rosette basale) et de résistance au sel (développement de pilosité, de formes compactes voire succulentes).
Les pelouses aérohalines du littoral atlantique sont caractérisées par l'alliance Armerio maritimae-Festucetea pruinosae). Elles sont dominées par Festuca rubra subsp. pruinosa  et accompagnées d'une végétation vivace constituée d'Armeria maritima subsp. maritima, de Daucus carota ssp. Gummifer et de Silene vulgaris subsp. maritima. Les sols sur lesquels cette végétation dense et fermée se développe, sont généralement des rankers littoraux mésophiles, riches en matière organique. En situation de pente, l’association se développe souvent sur des sols humifères, pauvres en matériel minéral, ou sur des rankers d’érosion. Ces pelouses primaires constituent une végétation paraclimacique qui reste relativement stable dans le temps en raison de la persistance des stress abiotiques (vents, embruns, sol superficiel et pauvre en éléments nutritifs, …). Le pâturage extensif les enrichit en espèces prairiales. Dans les anfractuosités fraîches et ombragées de
l’étage aérohalin, se développe l'alliance Crithmo maritimi ‐ Armerion maritimae marquée par la présence d’Asplenium marinum et de Crithmum maritimum.

### Les pelouses acides ou acidoclines
Les pelouses acides ou acidoclines (tendant vers l'acidophilie) se développent  sur un substrat au pH plutôt acide.

### Les pelouses oligotrophes
Les pelouses oligotrophes se trouvent entre 2 500 mètres et 3 000 mètres d'altitude dans les montagnes. Elles tendent à monter en altitude avec le réchauffement climatique, de même que l'étage forestier au-dessus duquel elles s'épanouissent.

## Répartition
Les pelouses sont présentes dans toutes les zones tempérées, y compris en Europe, et à tous les niveaux de végétation (y compris alpin). Plusieurs facteurs déterminent l'existence des pelouses dont : les microclimats, les types de sol, la situation, la présence immédiate de forêts ou de zones humides, l’ensoleillement, la pente. Les pelouses sont soumises à d'importantes périodes de sécheresse, mais le climat régional, et en particulier la pluviométrie, n'est pas le facteur le plus important.
Les pelouses cités ci-dessus se maintiennent théoriquement car elles ne sont pas en compétition avec les espèces ligneuses qui éprouvent des difficultés à pousser en altitude, en milieu déshydraté ou/et sous l'influence directe du vent et des embruns salés.
A contrario, un nombre important de pelouses ont été créées de manière indirecte par l'homme, il y a plusieurs siècles, par le défrichement des forêts et le pastoralisme. Leur rôle était essentiel pour l'activité humaine car elles permettaient de nourrir le bétail, particulièrement les moutons et les chèvres. D'autres pelouses de ce type sont nées de l'abandon récent des vignobles. Dans ce cas, si l'homme n'intervient pas dans leur gestion, ces milieux évoluent naturellement vers un stade forestier, via la succession écologique. De nombreuses pelouses ont disparu (embroussaillées, boisées), laissées à l'abandon par manque de rentabilité dès le début du XXe siècle. Depuis cette époque, pour la France, la Fédération des conservatoires d'espaces naturels estime que 50 à 75 % des pelouses sèches ont été perdues,.

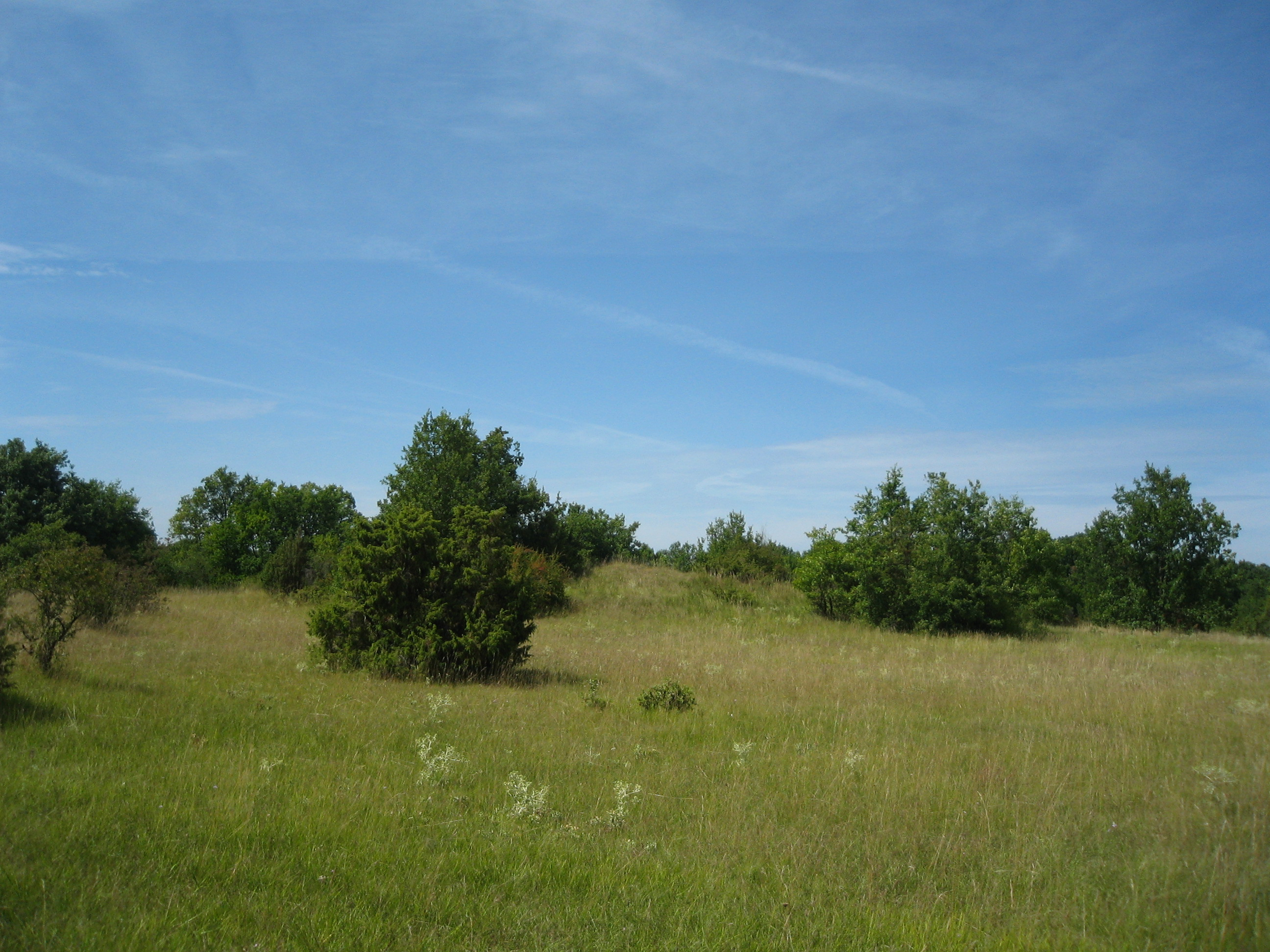
Pelouses calcicoles du Lunery (Cher)
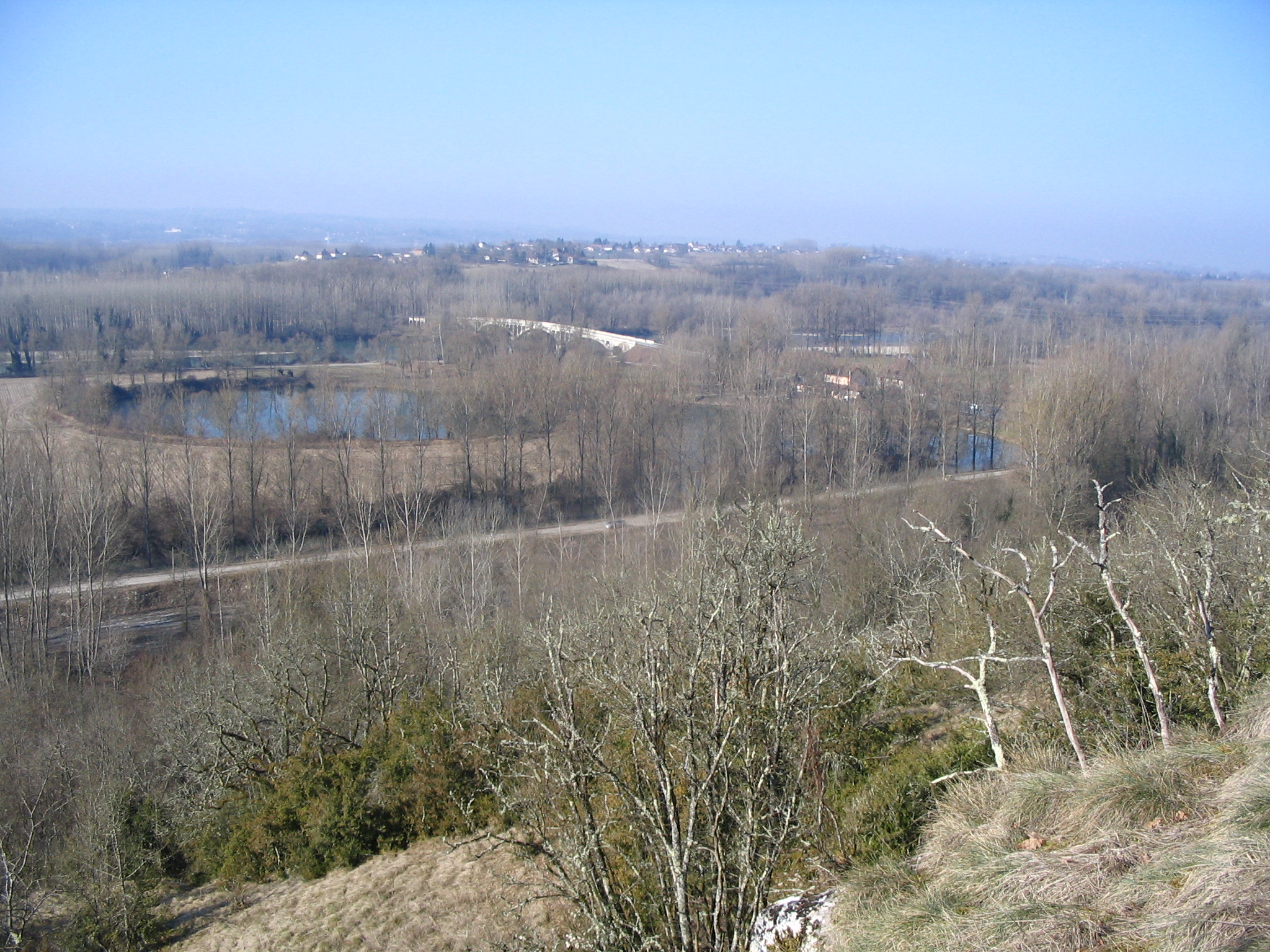
Pelouses de Brégnier-Cordon (Ain)
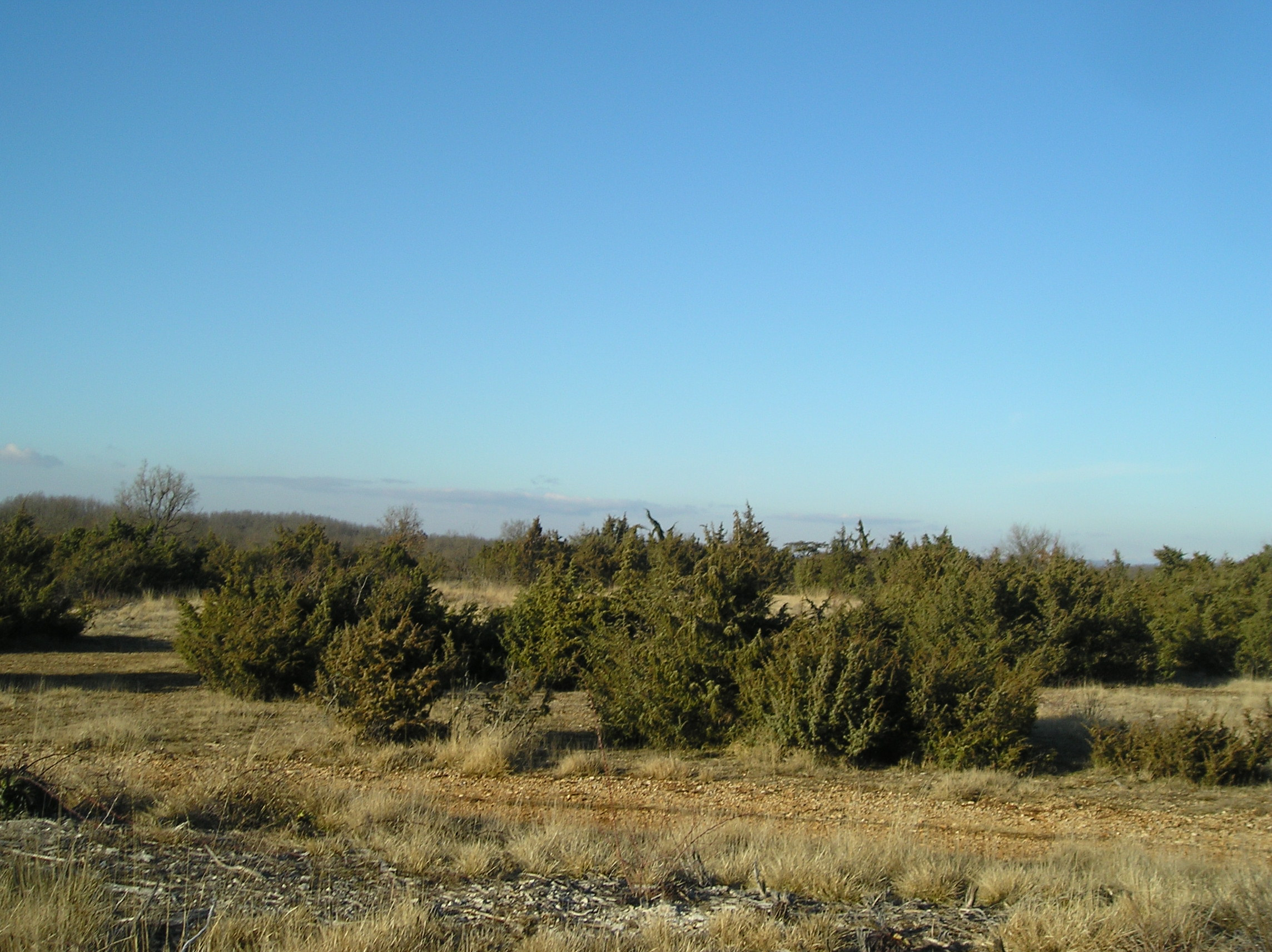
Pelouse à genévrier (Causse Comtal)
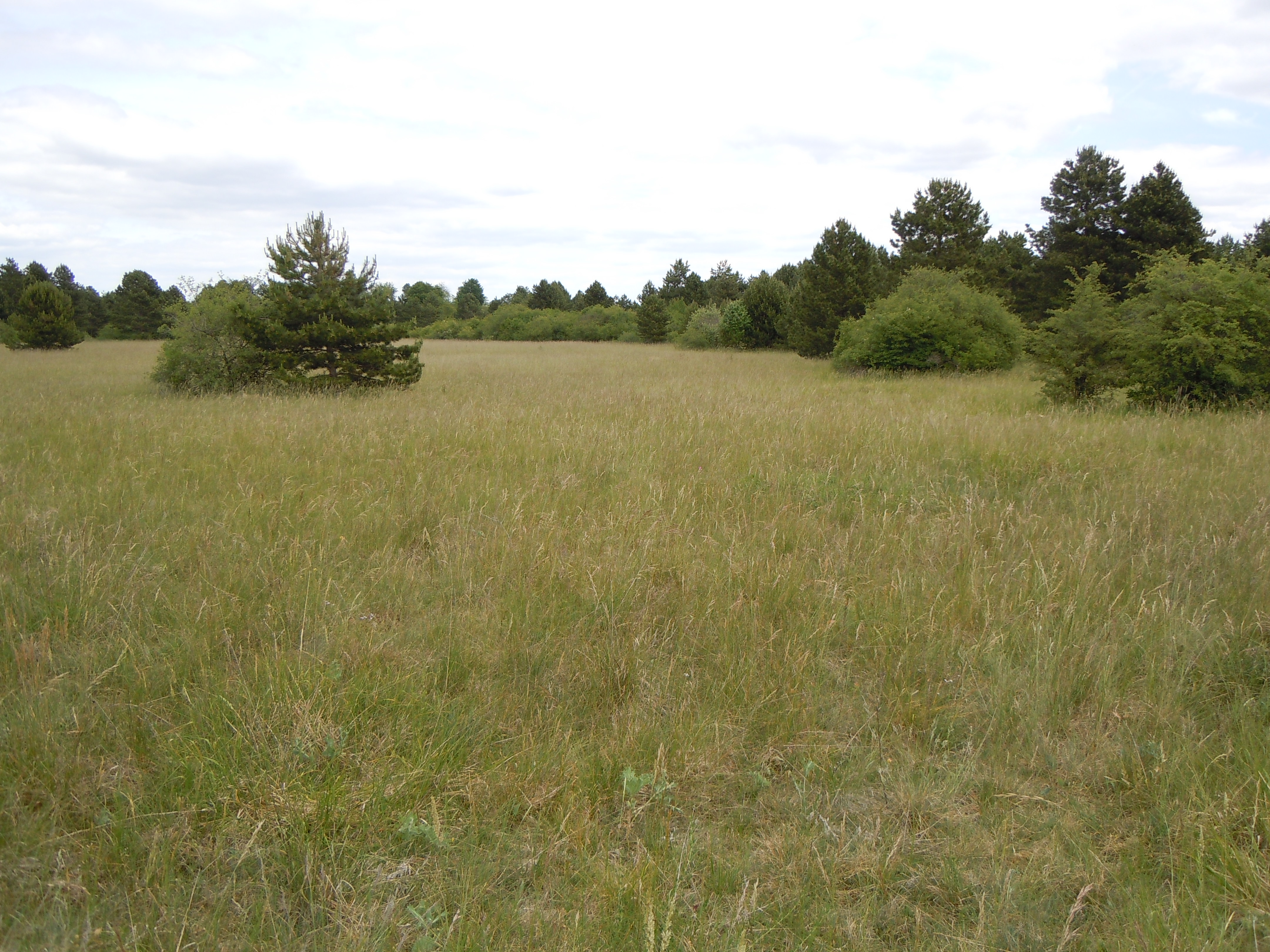
Mésobromion à Dijon (Côte-d'Or)

## Menace et préservation
Les pelouses sont des habitats qui dans certaines régions ont beaucoup régressé. Beaucoup de ces pelouses ont été détruites, fragmentées ou eutrophisées, par l'urbanisation, le surpâturage, l'agriculture intensive (mise en culture à grande échelle de légumineuses, de céréales, prairies temporaires, herbicides), les engins tout-terrain (motos, quads), les activités touristiques de loisirs, les manœuvres militaires, etc. 
Mais de nos jours la principale cause de disparition des pelouses est la déprise agricole par l'abandon du pastoralisme sur les terres sèches et pauvres, quand la zone est non mécanisable (pas de mise en culture), et par manque de bergers, ce qui conduit au reboisement naturel (on parle alors de « fermeture du milieu », faisant disparaître les espèces héliophiles) ou favorisé par l'homme (anciens plans de lutte contre l'érosion des sols par reboisements, sylviculture).
À titre d'exemple, pour l'Europe de l'Ouest : « environ 80 à 90 % des pelouses sèches encore présentes à la fin du XIXe siècle ont aujourd'hui disparu du nord de la France », alors que – comme d'autres milieux oligotrophes également en régression (mares, tourbières acides, landes acides…) ces habitats abritaient une partie importante de la biodiversité (toujours à titre d'exemple, « sur les 40 espèces d'orthoptères présents dans la région Nord-Pas-de-Calais, 15 peuvent être considérés comme inféodées aux pelouses sèches ».
En France, les pelouses sont en forte régression dans les régions les plus urbanisées et cultivées, ce qui a justifié un programme national « Pelouses sèches relictuelles de France », animé par Espaces naturels de France (ENF) avec dix Conservatoires régionaux d'espaces naturels avec un programme homologue européen de 1998 à 2001 (programme LIFE). Dans le cadre des trames vertes, du réseau Natura 2000 ou du réseau écologique paneuropéen, des stratégies de gestion restauratoire peuvent s'intégrer dans une approche systémique de type réseau écologique. Par exemple, la région Bourgogne propose un réseau orange de pelouses dans le cadre de son schéma régional de cohérence écologique (SRCE)
Pour préserver ces milieux, le plus important et d'y maintenir leur entretien par des herbivores, seuls à pouvoir empêcher efficacement le reboisement naturel et la fermeture du milieu, en abroutissant les jeunes pousses de ligneux et en entretenant la densité de la strate herbacée. Le maintien du pastoralisme par des aides financières, ou le financement de troupeaux et de leurs agents d'entretien, constitue donc la méthode la plus fréquente. Le nombre de bêtes est un paramètre qui peut facilement être contrôlé afin d'obtenir une intensité du pâturage optimale pour le développement de la richesse floristique. Une autre méthode pour préserver ces pelouses est de remplacer le pastoralisme (quand celui-ci ne peut plus être maintenu et devient trop coûteux) par l'introduction de troupeaux de grands herbivores semi-sauvages ou sauvages (introduction de chevaux de Przewalski sur le causse Méjean par exemple). Enfin, des incendies contrôlés sur de petites surfaces, pour détruire les ligneux et favoriser la flore herbacée qui sera ensuite entretenue par le pâturage, peuvent être localement employés, reconstituant ainsi de manière dirigée un processus (incendie puis colonisation de la zone par les herbivores) qui se produisait de façon naturelle à vaste échelle avant les interventions humaines (et qui pouvait assurer par endroits un certain équilibre entre forêts et milieux ouverts).

## Biodiversité
Les pelouses accueillent une très riche biodiversité (jusqu'à 50 espèces végétales au mètre carré[réf. nécessaire]). 
Elles abritent 26 % des plantes protégées au niveau national et 30 % des espèces végétales recensées en France, ainsi que de nombreux insectes rares.
La disparition de ces milieux d'intérêt écologique majeur impliquerait la disparition des espèces qui y vivent.
Les orchidées sont des espèces emblématiques des pelouses.

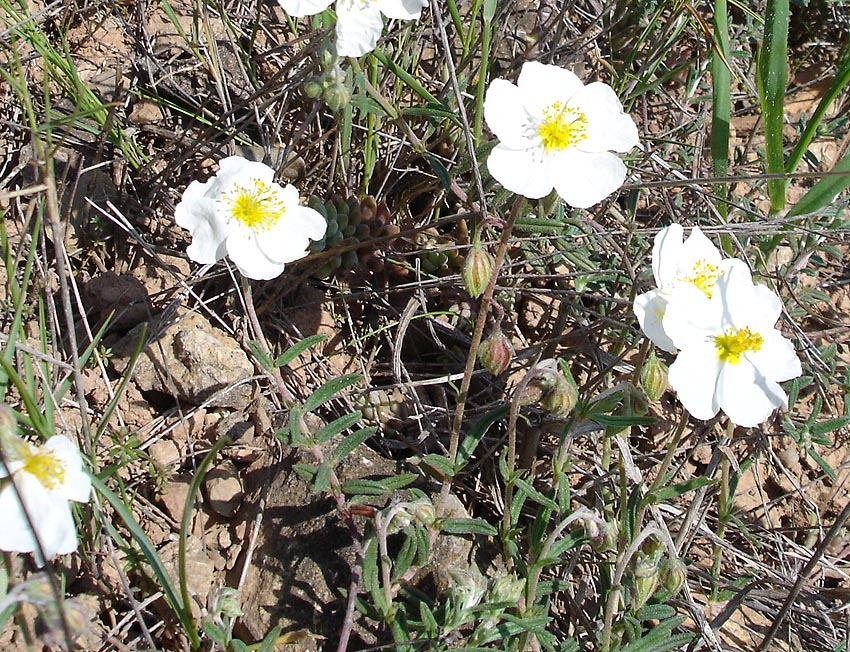
Hélianthème des Apennins
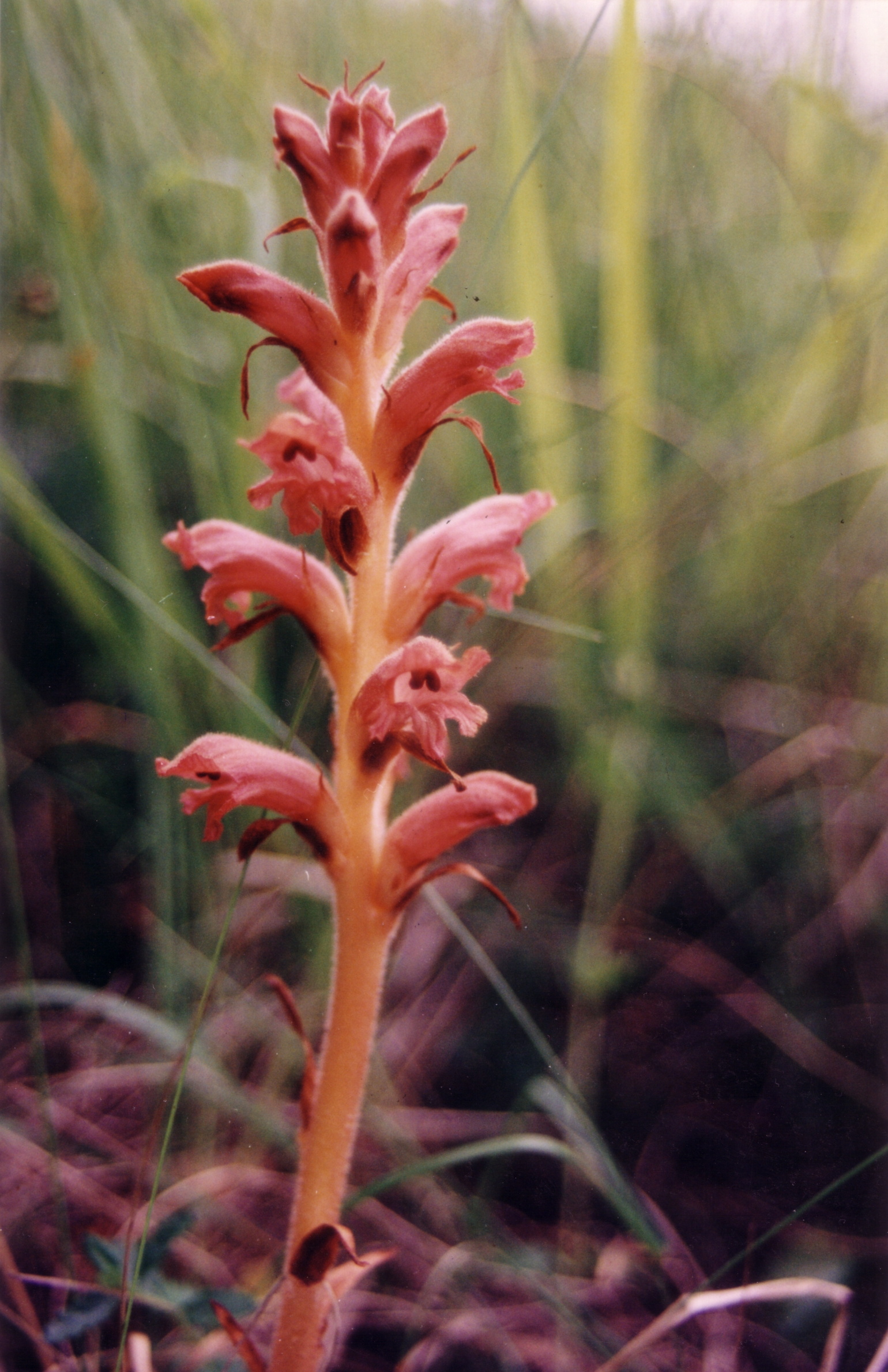
Orobanche de la Germandrée
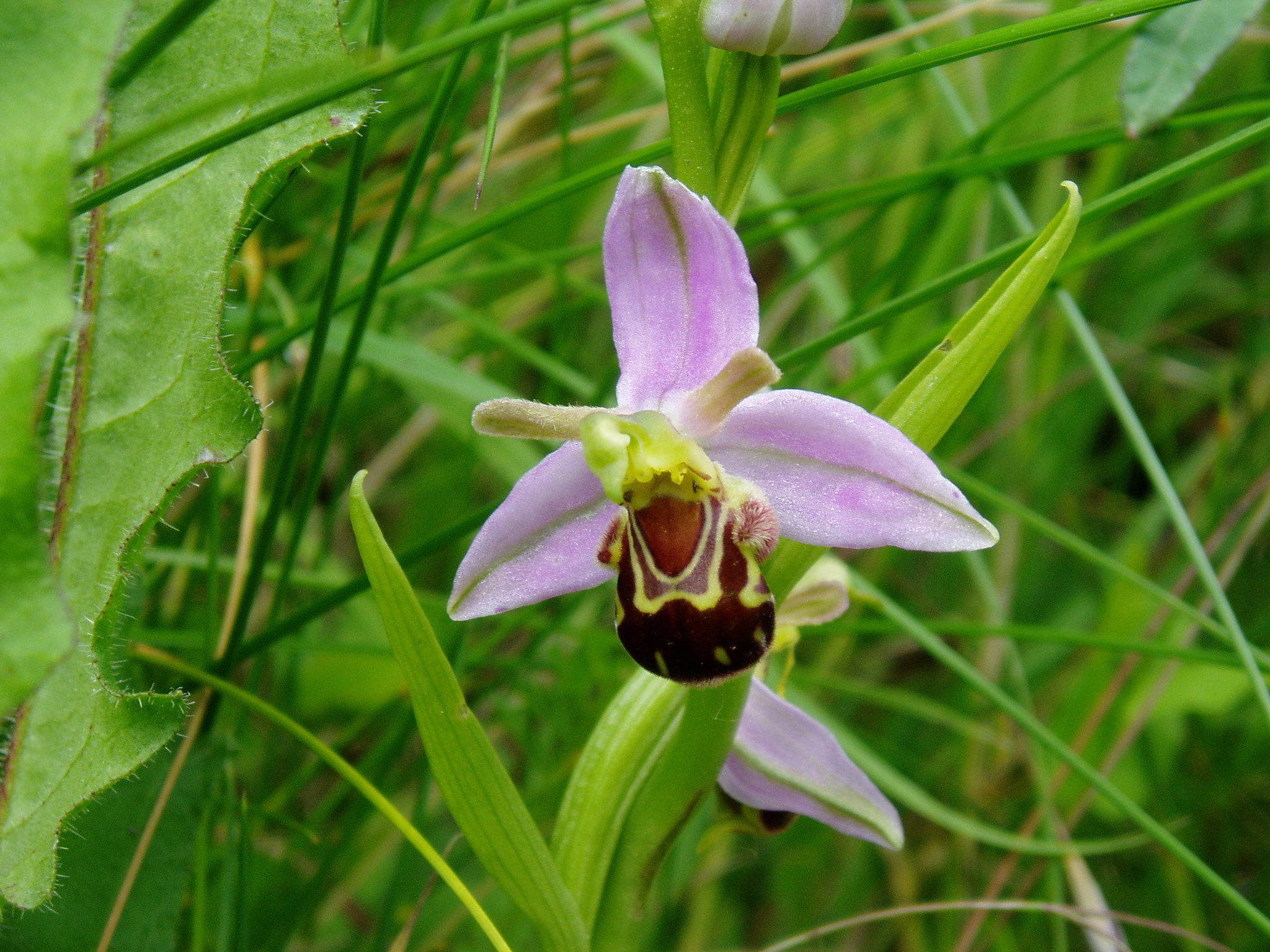
Ophrys abeille
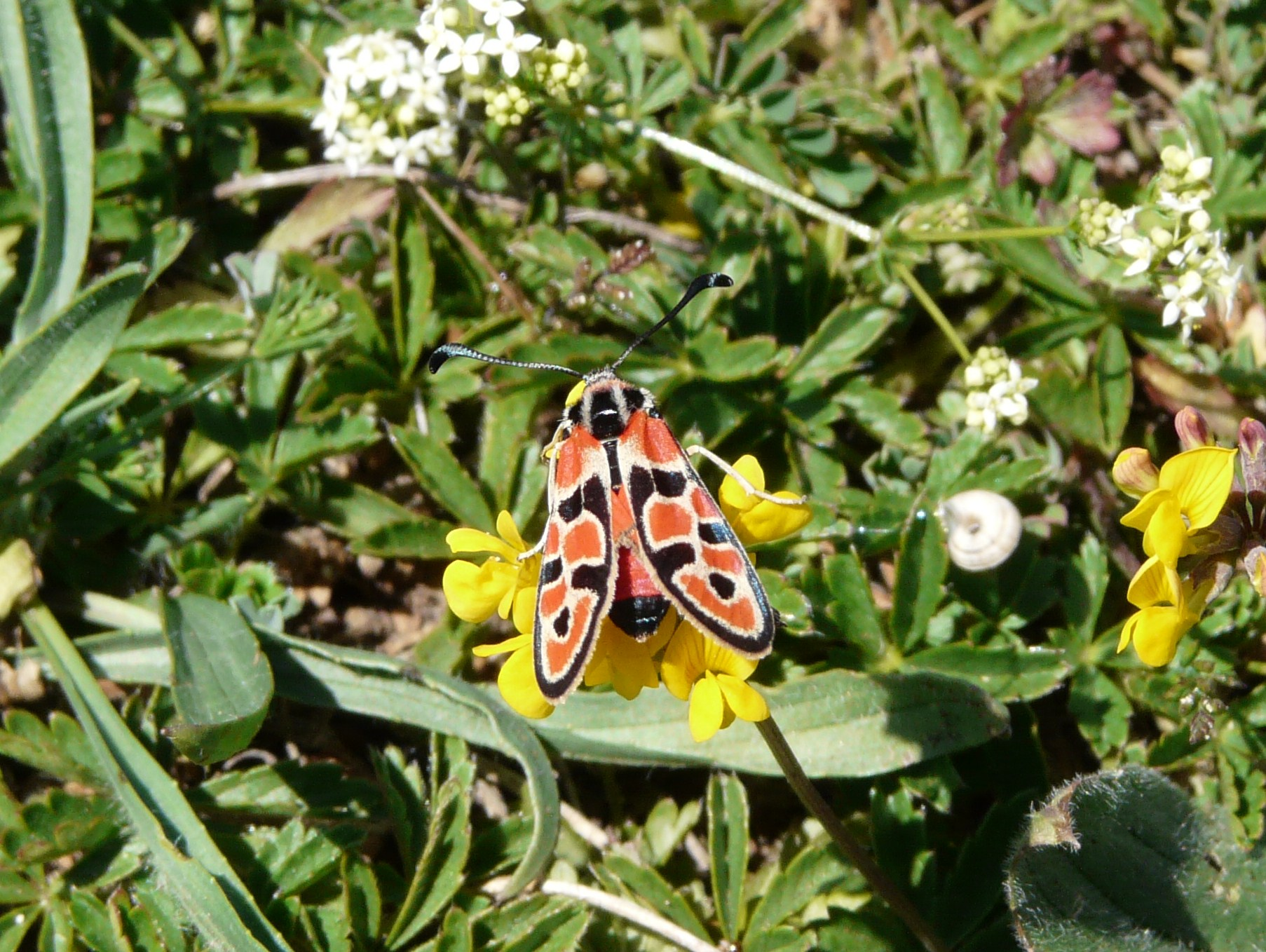
Zygène de la bruyère

### Vidéographie
- Vidéo : « Pelouses sèches : un réservoir de biodiversité aujourd'hui menacé », et article de Marie-Jo Sader, 16 juillet 2014 ; Actu-Environnement